# Lenguas celtas
Lenguas celtas o célticas es el nombre por el que se conoce a un grupo de idiomas pertenecientes a la familia indoeuropea, entre los que se incluyen:
- el bretón, en Francia
- el córnico, en Reino Unido
- el gaélico escocés, en Reino Unido
- el galés, en Reino Unido
- el irlandés, en Irlanda y Reino Unido
- el manés, en Reino Unido
- y todas aquellas lenguas muertas de esta familia que en un tiempo hablaron los pueblos celtas en Europa Central y en las penínsulas ibérica y de Anatolia.

## Número de hablantes por lengua
| Lengua          | Hablantes nativos | Hablantes totales |
| --------------- | ----------------- | ----------------- |
| irlandés        | 355 000           | 2 755 283         |
| galés           |                   | 791 000           |
| bretón          |                   | 210 000           |
| gaélico escocés | 58 652            | 92 400            |
| manés           | 0                 | 1 800             |
| córnico         | 0                 | 557               |
| Lenguas Celtas  | 413 652           | 3 851 040         |

## Aspectos históricos, sociales y culturales

### Orígenes
Las lenguas celtas derivan de un conjunto de dialectos del indoeuropeo que históricamente ocupan una posición intermedia dentro de la familia indoeuropea, pues hicieron su aparición después de
las lenguas anatolias (2000 a. C.),
el griego (1400 a. C.),
las lenguas índicas (1000 a. C.),
las lenguas iranias (700 a. C.) y
las lenguas itálicas (600 a. C.),
pero antes de
las lenguas germanas (siglo I d. C.),
las lenguas eslavas (siglo IV),
el armenio (siglo V),
el tocario (siglo VII),
las lenguas bálticas (siglo XV) y
el idioma albanés (siglo XVI).
Sus hablantes eran los pueblos celtas, una serie de tribus y clanes de la Europa Central y Occidental que compartían unas características culturales similares: creencias religiosas, estructura social, estilos artísticos, sistemas de producción, y sobre todo una lengua común, o más bien una serie de dialectos inteligibles entre sí. Utilizaron diversos nombres para denominarse a sí mismos:
- keltikoi 'los elevados' o 'los luchadores': (Célticos de la Beturia). Fue el nombre adoptado por los geógrafos griegos en la primera mitad del I milenio a. C. para referirse a estos pueblos (keltoi), término que resultó después latinizado como celtae, para dar origen al actual celtas. El nombre se construye sobre la raíz PIE *kel-t- 'elevarse, alzarse': lituano kélti 'alzarse',[1] o bien sobre la raíz *kel-t 'golpear': antiguo sajón hild 'luchar, golpear'[2]
- galloi 'gallardos, valientes' (Gálatae o Gálatai, gálatas de la provincia romana del centro de la actual Turquía llamada Galatia). Fue el nombre adoptado por los romanos para referirse a los pueblos galos de la Gallia, región que comprendía básicamente Francia y Bélgica). Galloi se forma desde la raíz PIE *gelH- en su grado-cero *glH-n > gall-, mientras que gálatai procede de un grado pleno *gelH-tai > gélatai > gálatai.[3] Gaelige (celtas de Irlanda).
- wedeloi 'salvajes, del bosque, cazadores'. Nombre utilizado por los galeses para referirse a los irlandeses (goidelos < galés gwyddel iirlandés'). Desde la raíz PIE *weid- 'bosque', a través del céltico *wēdu 'selvático, salvaje' > *wēdelo.[4]

Aunque se encuentran esparcidas diversas alusiones a los celtas en Hecateo de Mileto, Heródoto y Aristóteles, la primera referencia a este pueblo se halla en la Ora Maritima de Avieno, procónsul en África en el 336 d. C., quien se basó en un original griego del siglo VI a. C. Los romanos los llamaban galli (pronunciado gal-li).
Existen varias hipótesis respecto a la aparición de las lenguas celtas, de las cuales varias son mutuamente excluyentes. Estas hipótesis han afectado a la clasificación filogenética de las lenguas celtas: algunos autores clasifican las lenguas célticas insulares como una unidad frente a las lenguas célticas continentales. Otra clasificación propugna la existencia de una relación galo-britónica de un origen más arcaico, frente al goidélico, el idioma celtíbero y el idioma lepóntico.

### Prehistoria de los pueblos celtas
El término celta (keltoi) es de origen griego; estos pudieron haberlo tomado prestado de íberos o ligures. Los celtas probablemente se llamaban a sí mismos *gal-,[cita requerida] o sea: galos (derivados: gálata).
No parece posible discernir etnias propiamente celtas entre los primeros grupos de indoeuropeos que penetraron en la Europa central. Sólo hasta el siglo V a. C., con el surgimiento de la cultura de La Tène es razonablemente seguro identificar a los portadores de esa cultura como hablantes de lenguas celtas. Los primeros pobladores indoeuropeos podrían haber sido los portadores de la cultura de los campos de urnas, que se expandieron rápida y extensamente por Europa hacia el siglo XIII a. C. Los miembros de esta cultura se expandieron descendiendo por la margen derecha del Ródano, ocupando Languedoc, Cataluña y el bajo valle del Ebro. Otra línea de expansión les llevó a Bélgica y el sureste británico. A partir del siglo VIII a. C., otros pueblos presuntamente indoeuropeos (tal vez pre-celtas y pre-ilirios) fueron los portadores de la cultura de Hallstatt (Hierro-I), extendiéndose en esta fase por el interior de la península ibérica (s. VII). En el siglo VI a. C., los pueblos presuntamente indoeuropeos fueron desplazados del noreste ibérico a manos de los íberos, quedando así los celtas de Iberia ( Vasco) aislados del resto de pueblos celtas continentales por los íberos al este y los aquitanos al oeste de los Pirineos.
Desde el siglo IV a. C., los celtas continentales inauguran la cultura de La Tène, específicamente celta (Hierro II). En esta fase, los celtas acabaron de ocupar el norte y centro de Francia (la Galia), así como la mayor parte de las islas británicas. También se extendieron por los Balcanes, alcanzando incluso una comarca de Asia Menor, que será conocida como Galatia. En esta época se construyen importantes villas fortificadas llamadas oppidum (en plural, oppida), que funcionan como centros comerciales y políticos.

### Historia y referencias clásicas
A partir de los siglos II y III a. C. algunos autores clásicos ofrecen datos concretos sobre la historia de los pueblos celtas. Los romanos usaron el término galli para referirse a varios pueblos celtas, entre los cuales estarían los galos, los gálatas, o regiones como la Galia. Sin embargo, aunque los romanos se refirieran a las tribus por sus nombres individuales (aedui, belgae, helvetti, boii...), sí reconocen ciertas características culturales comunes entre estas. La unidad lingüística de estos pueblos es puesta de manifiesto por Tácito al percibir la similitud entre las lenguas britónicas y las galas. San Jerónimo dejó constancia en sus escritos de que la lengua de los gálatas le resultaba parecida al dialecto galo de Tréveris.
Los pueblos celtas se expandieron entre los siglos siglo VIII a. C. y siglo V a. C. desde su núcleo original centroeuropeo hacia otras regiones, ocupando el norte y centro de Francia (la Galia), el valle del Po en el norte de Italia, la península ibérica, así como la mayor parte de las islas británicas. También se extendieron por los Balcanes, alcanzando incluso una comarca de Asia Menor, que será conocida como Galatia.
En todas estas migraciones su lengua les acompañó allá donde fueran; en el siglo I a. C. se extendían por gran parte de Europa, desde la actual Turquía (Galacia) hasta Portugal. Sin embargo, las lenguas célticas encontraron refugio a la romanización en el extremo noroccidental de Europa, en las islas británicas. A partir del siglo II a. C., los celtas acusan la creciente presión militar de los germanos por el norte y, algo después, la de los romanos por el sur. En pocas décadas «toda la Galia está ocupada», excepto Irlanda. De todas formas, la presencia romana en Gran Bretaña fue también de escasa duración, lo que permitió a las lenguas celtas de esta isla (galés) sobrevivir y, más tarde, regresar al continente (Bretaña francesa). Todavía en el siglo VII, los celtas llevaron a cabo su quizá última expansión: los escotos irlandeses invadieron Caledonia y le cambiaron el nombre por el de Escocia.

### Declive
Si bien en la Antigüedad fueron habladas ampliamente en Europa occidental en el primer milenio a. C., las lenguas celtas han experimentado un declive gradual desde los tiempos romanos, bien reemplazadas primero por el latín y luego por las lenguas romances en Francia, Portugal, Italia y España, bien desplazadas y sustituidas por otras ramas como la germana en las islas británicas y Europa Central o la eslava en los Balcanes, o bien por la disipación e integración del pueblo celta y de sus lenguas dentro de nuevas realidades históricas. A pesar de estos hechos, hubo pequeñas islas lingüísticas que sobrevivieron bastante tiempo a este influjo, hallándose testimonios de gálatas hablantes de lengua celta en el siglo IV d. C.
Las lenguas celtas mantuvieron mayor vigor en las islas británicas. Allí las lenguas nativas gaélicas y britónicas mantuvieron su hegemonía hasta la Edad Media, siendo la lengua predominante en el Reino de Escocia y en los condados y reinos irlandeses y galeses. Su declive en Gran Bretaña comenzó con las invasiones anglosajonas, quedando reducida su presencia tras la Muralla de Offa a Gales y al Reino de Escocia. Unos siglos más tarde, también empezaron a perder peso y presencia las lenguas célticas en estas regiones y en Irlanda debido principalmente la pérdida de independencia política y cultural, así como por el aislamiento económico, en detrimento del entonces pujante Reino de Inglaterra en el siglo XVI, si bien este proceso se dio de manera lenta y constante desde siglos atrás. La lengua hablada en la isla de Man se vería muy influenciada por aportes nórdicos, fruto de las sucesivas invasiones vikingas.
El origen del bretón, si bien se podría pensar fácilmente debido a su situación geográfica que es un reducto de la lengua gala hablada en época prerromana en la actual Francia, se remonta a migraciones de británicos (principalmente de las zonas de Cornualles y Gales) en el siglo V d. C. que huían de las invasiones anglosajonas a Gran Bretaña, estableciéndose tras cruzar el canal de la Mancha en la costa de Armórica, la actual Bretaña. Algunos de estos britanos llegaron incluso a la península ibérica, concretamente al norte de la Gallaecia, región histórica que incluía la Galicia actual y buena parte de Asturias y el norte de Portugal, donde fundaron el obispado de Britonia, al frente del cual estaría el célebre obispo Mailoc, mencionado en los concilios galaicos de Lugo y de Braga en el siglo VI de nuestra era.
Pese a su lento declive, hoy día aún sobrevivien cuatro lenguas de la rama céltica, limitadas a pequeñas regiones de Europa: el irlandés o gaélico irlandés en Irlanda, el gaélico escocés en Escocia (nombre que lleva a la confusión con el también llamado escocés, idioma germánico), el galés en Gales y el bretón en Bretaña. Asimismo, hasta el siglo XVIII en Cornualles se hablaba el idioma córnico, de gran semejanza con el bretón y el galés. Hasta principios del siglo XX en la isla de Man se hablaba el idioma manés. También, fruto de la emigración, hay pequeñas colonias de hablantes de lengua celta en la Patagonia argentina y en algunas partes de Canadá.
Sin embargo, en mayor o en menor medida pero en la mayoría de los casos muy reducido, generalmente las lenguas posteriormente habladas en regiones de lengua celta mantienen un sustrato céltico en su vocabulario, como pueden ser
el español,
el francés,
el portugués, 
el gallego, 
el asturiano,
el inglés o
el alemán.

### Literatura

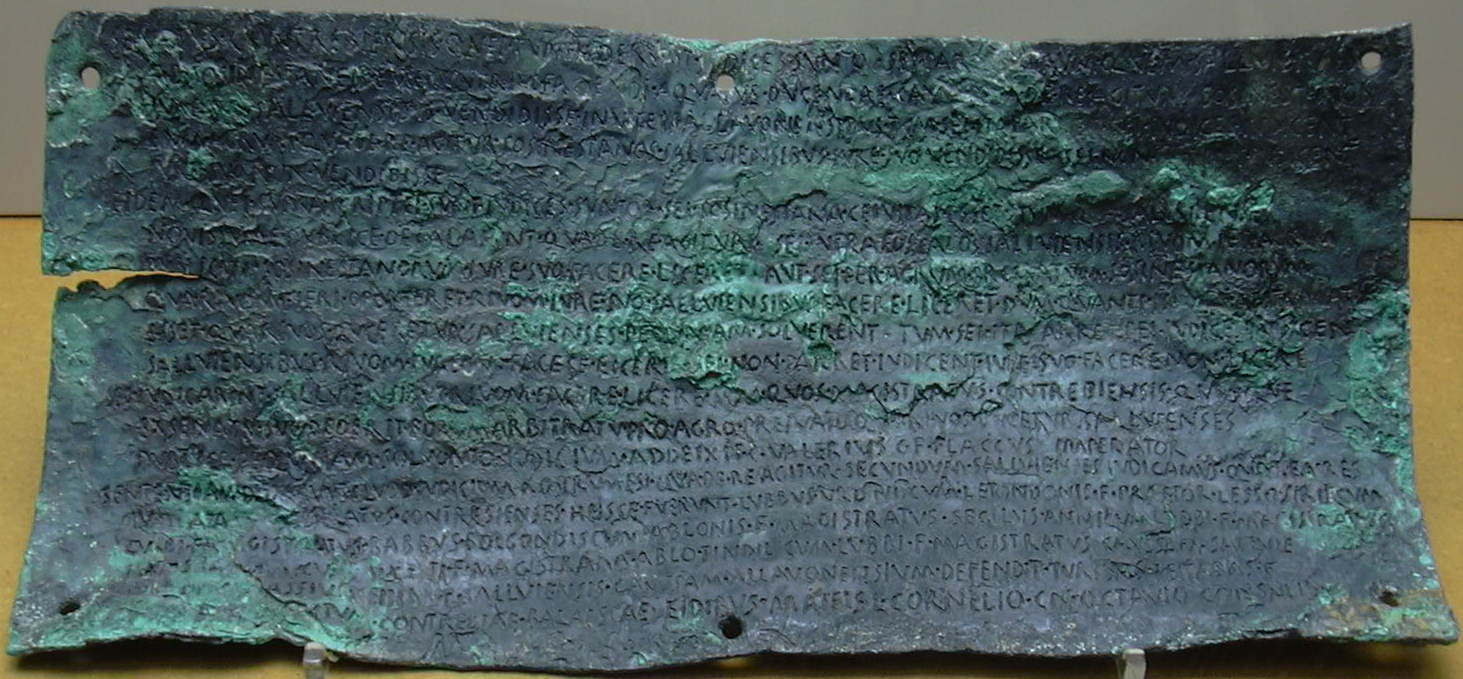
Bronce II en el Museo Provincial de Zaragoza.

Los textos de las lenguas célticas continentales no son abundantes y la mayoría son pequeñas inscripciones, monedas, glosas y nombres. Los textos conservados más antiguos (siglo III a. C. al siglo I d. C.,) están escritos en galo y en celtíbero. El texto más extenso escrito en galo es el Calendario de Coligny (del siglo II d. C.), que contiene 60 palabras escritas en caracteres latinos. Los textos más extensos en celtibérico son los cuatro bronces de Botorrita. En concreto, el bronce III, en escritura celtibérica, es el texto más largo conservado en cualquier lengua celta antigua. Además, se han encontrado numerosas inscripciones en piedra o en bronce, tanto en escritura celtibérica como latina, cuya datación abarca desde el siglo III a. C. hasta el siglo I d. C.. En el norte de Italia han sido encontradas inscripciones anteriores al siglo I en lepóntico, usando una variante del alfabeto etrusco.
Datada a partir del siglo II, las lenguas célticas insulares disponen de una extensa y variada literatura, siendo de las más antiguas de Europa. Escrita originalmente en monumentos pétreos en escritura ogham en Gales y, principalmente, en Irlanda desde el siglo IV hasta el VI d. C., posteriormente se redactaron manuscritos en irlandés durante la Edad Media, como el Ciclo de Ulster o los Anales de los cuatro maestros.
Ya en el siglo XX, se destacan dos escritores en irlandés, Michael Hartnett y el premio Nobel Seamus Heaney. También existe desde la Edad Media literatura en bretón, escocés y en galés, en algunos casos manteniéndose viva hasta hoy en día.

## Clasificación de las lenguas celtas
Las lenguas celtas pertenecen a la rama occidental de la familia indoeuropea, y dentro de ésta al grupo de las lenguas centum. Las celtas pueden estar estrechamente emparentadas con las lenguas itálicas según un cierto número de cognados únicos y algunas similitudes morfológicas. Dicha familia más amplia se ha denominado italo-celta. El estudio de las lenguas celtas antiguas se ha basado ocasionalmente en conjeturas debido a la falta de fuentes primarias. La clasificación interna de las lenguas célticas se puede hacer desde dos puntos de vista: geográfico y lingüístico.

### Clasificación geográfica
La subdivisión geográfica de estas lenguas nos lleva a clasificarlas en dos grupos:
- Lenguas célticas continentales:
  - Lenguas hispano-célticas
    - El celtíbero, celtibérico o hispano-celta oriental, en la antigua Celtiberia (en la actual España).
    - Hispano-celta occidental, es el nombre genérico otorgado por los investigadores (Prosper, De Bernardo) para referirse a todas aquellas lenguas celtas no estrictamente inscribibles en el celtibérico (lenguas muy fragmentariamente conocidas de Galaicos, Astures, Cántabros, Vacceos, Vetones, etc.)
    - En caso de confirmarse la filiación céltica del lusitano, asunto aún en discusión, este también quedaría englobado en este subgrupo.

  - Lenguas galo-célticas
    - El galo, en la antigua Galia (actuales Francia, Luxemburgo, Bélgica y Suiza).
    - El gálata, de gran similitud con el galo según San Jerónimo, en Galatia en Anatolia (actual Turquía).
    - El lepóntico, en la antigua Galia Cisalpina (en la actualidad, considerado muchas veces como un dialecto del galo).
    - El nórico, hablado por la tribu nórica en tierras de las actuales Austria y Baviera e igualmente cercano al galo.
- Lenguas célticas insulares:
  - Lenguas britónicas
    - El bretón, de gran similitud con el córnico y el galés, llevado a Bretaña por emigrantes de esas regiones.
    - El córnico o cornuallés, nacido de un dialecto sudoccidental, hablado en Devon, Cornualles y partes de Somerset y Dorset hasta el siglo XVIII.
    - El cúmbrico, nacido de un dialecto septentrional, hablado hasta el siglo XII en el noroeste de Inglaterra y el sur de Escocia.
    - El galés, nacido de un dialecto occidental y septentrional, hablado hoy en día en Gales.
    - El picto, si bien su filiación céltica no está clara aún.

  - Lenguas goidélicas
    - El gaélico escocés, en Escocia.
    - El irlandés o gaélico irlandés, en Irlanda, siendo lengua oficial de la República de Irlanda.
    - El manés, en la isla de Man.

Respecto al ivérnico o paleoirlandés no se tiene clara su filiación britónica o goidélica.

### Clasificación lingüística
La división de las lenguas célticas por un criterio lingüístico las separa en dos grupos: lenguas célticas P, o grupo-P, y lenguas célticas Q, o grupo-Q. La diferencia entre unas y otras radica en cómo evolucionó el sonido *kw, que se transformó en *p en algunos y en *k en otros.
Diversos estudios afirman que las lenguas celtas Q derivarían de las primeras oleadas culturales de la cultura de Hallstatt celta de entre los siglos VIII y VI a. C., que se extendieron por el centro y noroeste de Europa hasta la península ibérica. El supuesto idioma común de estos pueblos, que luego se bifurcaría, conservaba muchos de los rasgos del indoeuropeo original, entre ellos la ya mencionada conservación del sonido *kw. Incluso, se habla de un subgrupo italo-céltico para referirse a estas lenguas, por su supuesta similitud con las lenguas itálicas.
Asimismo, las lenguas celtas P provendrían de una segunda oleada cultural celta igualmente proveniente de Centroeuropa, pero con unos patrones culturales diferentes marcados por la cultura de La Tène, y que ocuparon Europa Central y occidental desde la isla de Gran Bretaña, a través del norte de Italia, hasta del valle del Danubio y el norte de Anatolia (Turquía). El principal rasgo de estas lenguas, como se dijo ya, consiste en la sustitución del sonido *kw por el sonido *p.
Esta teoría se apoya, además de las teorías lingüísticas, en el hecho geográfico de que los pueblos que conservaron las lenguas celtas-Q se encuentran en los extremos occidentales de Europa, Irlanda, Escocia y la península ibérica, como si estos hubiesen sido desplazados hacia el oeste por otras migraciones, mientras que las celtas-P ocupan el centro de Europa y del área de la cultura celta.

#### Céltico P
En las lenguas pertenecientes a este primer grupo el sonido labiovelar indoeuropeo /*kw/ se reduce a /p/. A este grupo pertenecerían las lenguas británicas, el lepóntico, el gálata y la mayor parte del galo.

#### Céltico Q
En cambio, en las lenguas de este segundo grupo, el sonido /*kw/ indoeuropeo se mantuvo durante la época antigua, deslabializándose en /k/ más tardíamente. Dentro de este grupo quedarían englobadas las lenguas goidélicas (irlandés, gaélico escocés y manés) y el celtíbero.

#### Comparativa léxica del celta-P y el celta-Q
| Protocelta | Galo      | Galés  | Bretón | Irlandés   | Gaélico escocés | Manés | Español  |
| *kwennos   | pennos    | pen    | penn   | ceann      | ceann           | kione | cabeza   |
| *kwer-     |           | pryf   |        | cruim      |                 |       | caliente |
| *kwrei-    |           | prynu  |        | crenaim    |                 |       | compra   |
| *kwrmi-    |           | pryd   |        | cruth      |                 |       | forma    |
| *kwetwar-  | petuarios | pedwar | pevar  | ceathair   | ceithir         | kiare | cuatro   |
| *kwenkwe   | pinpetos  | pump   | pemp   | cúig       | còig            | queig | cinco    |
| *kweis     | pis       | pwy    | piv    | cé [< cia] | cò/cia          | quoi  | quién    |

Por ejemplo, la raíz verbal protocelta *kwrin- (‘comprar’) es pryn- en galés pero cren- en irlandés. Consecuentemente, en este esquema, goidélico es celta-Q y el britónico y galo celta-P.
En un principio se consideró que las únicas lenguas celtas-Q eran las de la rama goidélica, mientras que las de la rama británica, junto con el galo, constituirían el grupo de lenguas celtas-P. Un ejemplo de esta hipótesis es el de la raíz verbal protocelta *kwrin- («comprar»), que es pryn- en galés pero cren- en irlandés.
El descubrimiento de que el celtíbero retenía el sonido *kw llevó a que este fuese considerado como parte del grupo celta-Q. Sin embargo, al no ser este un lenguaje insular no se le podía considerar goidélico, hecho que llevó a algunos autores a considerar la división celta-P/celta-Q como superficial y explicable en término de contactos externos, y, aunque hay argumentos válidos y convincentes en favor de ambas hipótesis, la hipótesis del sistema insular-continental ha ganado mayor aceptación.
A favor de la división geográfica se pueden apuntar algunas innovaciones compartidas entre los componentes del grupo continental, tales como preposiciones infleccionadas, el orden de las palabras en una frase, y la nasalización de [m] a [β], fenómeno extremadamente raro.
No hay sugerencia de que haya habido un ancestro común entre ellos y el Proto Céltico: más bien se considera que la rama celtíbera fue la primera en separarse y que desde ella se habrían originado el galo y el celta insular. Sin embargo, hay diferencias adicionales entre los dos subgrupos que hacen conveniente su retención por lo menos de manera provisional.
Por ejemplo, en el grupo goidélico los sonidos *an, am se han transformado en una é vocal desnalizada y con enlargamiento antes de un fricativo. Por ejemplo, el antiguo irlandés éc («muerte»), écath («anzuelo»), dét («diente»), cét («cien») comparado con el galés angau, angad, dant y cant.
No obstante, el debate no está cerrado, pues los proponentes de cada bando disputan la certitud y utilidad de uno y otro esquema. En términos modernos, y dado que el celta continental no tiene descendientes hablados, celta-Q se utiliza como equivalente de goidélico y celta-P de britónico.

## Características lingüísticas
Uno de los rasgos característicos respecto de otras ramas indoeuropeas de las lenguas célticas es la pérdida del fonema /p/; esto es, por ejemplo, que palabras con /p/ en posición inicial o media en latín, griego o sánscrito, pasan a prescindir de ella en las lenguas celtas. Así, porcus, en latín «cerdo», «puerco», en gaélico es orc; plenus, en latín «lleno», en galés es llawn y en bretón leun; platys, en griego «ancho», en galés es lydan y en bretón ledan.
Como ya se mencionó anteriormente, dentro de la familia celta, en las lenguas goidélicas se conserva el sonido labiovelar indoeuropeo /*kw-/ (posteriormente escrito /c/), mientras que en las britónicas se convirtió en /p/ posteriormente a la caída general de la /p/ primitiva del celta antiguo. Por ejemplo, cuig, en irlandés «cinco», se dice pump en galés. Además, también difieren en otros aspectos fonéticos.
La pronunciación de estas lenguas tiende a ser muy complicada, pues la escritura no suele coincidir con la pronunciación y las consonantes al inicio de las palabras varían según el último fonema de la palabra precedente. De este modo, fuil, es en irlandés «sangre», y ar bhfuil es «nuestra sangre». En galés tad es «padre», en tanto fy nhad es «mi padre», y ei thad y y dad son «su padre (de él)» y «su padre (de ella)» respectivamente. El mecanismo de las mutaciones, que en cierto número de casos modifican, en posición inicial, siete de las consonantes del alfabeto, en estas lenguas como se ha explicado parece no haber entrado en uso hasta después del siglo V.
El vocalismo de las lenguas célticas conserva las vocales cortas indoeuropeas /-i/, /e/, /a/, /o/, /u-/ y las vocales largas /-i:/, /a:/, /u:-/. Sin embargo, la /e:/ del indoeuropeo se transforma en /i:/; así, verus, en latín «verdad», es en galés y bretón gwir; el latín rex «rey», era rix en galo. Además, la /o:/ del indoeuropeo pasa a /a:/; Latín cōrnu, «cuerno celta», cārnos.
También permanecen las semivocales /w/ y /j/ en el céltico común, conservándose en el galés.
También desarrolló las sonoras /l/ y /r/ en /li/ y /ri/, y el cambio de la labiovelar /gw/ en /b/. La /m/ al final de palabra se tiende a convertir en /n/ excepto en el galo, lepóntico y celtibérico. Al igual que en otras lenguas indoeuropeas la /s/ tuvo un alófono en /z/.
Las lenguas célticas tenían en principio los tres casos de género del indoeuropeo, masculino, femenino y neutro, pero el género neutro se pierde a partir del irlandés medio, manteniéndose mínimamente en las lenguas britónicas. Los números son tres: singular, plural y dual.
Al igual que las demás lenguas indoeuropeas, las célticas forman los nombres a partir de los verbos, en vez de a partir de los participios presentes (como hace el inglés). Otra propiedad de éstas es que las oraciones siempre tienen verbo y que la acción se expresa por medio de la pasiva impersonal.
El orden de los elementos de la oración varía de una lengua a otra: en las insulares suele ser verbo-sujeto-predicado, si bien en el irlandés antiguo y en el córnico sollía ser sujeto-verbo-predicado; sin embargo en las continentales el orden solía ser sujeto-verbo-predicado. Por ejemplo, en galés Collodd Sion ddwy bunt significaría literalmente «perdió Sion dos libras», y coch mawr «autobús rojo grande» («un gran autobús rojo»), anteponiendo el nombre a los adjetivos.

### Comparación léxica
La siguiente tabla muestra los numerales del uno al diez en los grupos celtas más conocidos: Q-celta insular (goidélico), P-celta insular (britónico) y celta continental (encontrándose en el Galo la variante P-celta, que conlleva a un origen diferentes a los goidelicos de los britónicos, estos últimos pudiendo ser descendientes directos de los galos mientras que los goidélicos pueden surgir de la primera migración celta que llegó a las islas británicas).
| Céltico                 | Céltico          | Céltico          | Céltico   | Céltico          | Céltico | Paracéltico | Itálico        | Itálico  |
| Protocelta              | Celta-Q          | Celta-Q          | Celta-Q   | Celta-P          | Celta-P | Celta-P     | Cognado latino | Español  |
| ----------------------- | ---------------- | ---------------- | --------- | ---------------- | ------- | ----------- | -------------- | -------- |
| Protocelta              | PROTO- GOIDÉLICO | Irlandés antiguo | Celtíbero | PROTO- BRITÓNICO | Galo    | Lusitano    | Cognado latino | Español  |
| *oinos                  | *oin             | oēn              | uinos     | *oinan           | oino    | oinos       | ūnus           | uno      |
| *d(w)āu (m.) *dwei (f.) | *dā              | da               | duino     | *daw             | do      | dui         | dwō            | dos      |
| *treis / *trī           | *trī             | trī              | tiris     | *trī             | tri     | trei        | trēs           | 'tres'   |
| *kʷetwar- *kʷetru-      | *qethair         | cethair          | kuetuor   | *petwar          | petuar  | peţro       | kʷattuor       | 'cuatro' |
| *kʷenkʷe                | *qwĩk            | cōic             | kuenkue   | *pemp            | pinp-   | pumpi       | kʷinkʷe        | 'cinco'  |
| *swēχ                   | *sēχ             | sē               | sues      | *χwēχ            | sueχ-   | ses         | sēks           | 'seis'   |
| *seχtam                 | *seχt            | secht            | sektan    | *seχt            | seχtam  | settan      | septem         | 'siete'  |
| *oχtū                   | *oχt             | ocht             | oktu      | *oχt             | oχto-   | ottou       | oktō           | 'ocho'   |
| *nawan                  | *noy             | noī              | nouan     | *naw             | nau     | novan       | nowem          | 'nueve'  |
| *dekam                  | *dek             | deich            | tekam     | *dek             | decam   | deçan       | dekem          | 'diez'   |